# 大槌中継局
大槌中継局（おおつちちゅうけいきょく）は、岩手県上閉伊郡大槌町に置かれているテレビとFM放送の中継局である。なお、ここでは同町内に置かれている大槌桜木テレビ中継局についても記述する。

## 概要
- 当中継局には、在盛テレビ局のアナログテレビ中継局とNHK盛岡放送局FM放送の中継局が設置されている。

## 大槌テレビ・FM中継局

### デジタルテレビ放送
| リモコン 番号 | 放送局名               | チャンネル 番号 | 空中線 電力 | ERP  | 偏波面   | 放送対象地域 | 放送区域 内世帯数 | 運用開始日      |
| ------------- | ---------------------- | --------------- | ----------- | ---- | -------- | ------------ | ----------------- | --------------- |
| 1             | NHK 盛岡総合           | 14              | 1W          | 3.7W | 水平偏波 | 岩手県       | 約4,900世帯       | 2008年 11月10日 |
| 2             | NHK 盛岡教育           | 13              | 1W          | 3.6W | 水平偏波 | 全国         | 約4,900世帯       | 2008年 11月10日 |
| 4             | TVI テレビ岩手         | 17              | 1W          | 3.7W | 水平偏波 | 岩手県       | 約4,900世帯       | 2008年 11月10日 |
| 5             | IAT 岩手朝日テレビ     | 18              | 1W          | 3.8W | 水平偏波 | 岩手県       | 約4,900世帯       | 2008年 11月10日 |
| 6             | IBC 岩手放送           | 15              | 1W          | 3.7W | 水平偏波 | 岩手県       | 約4,900世帯       | 2008年 11月10日 |
| 8             | mit 岩手めんこいテレビ | 16              | 1W          | 3.7W | 水平偏波 | 岩手県       | 約4,900世帯       | 2008年 11月10日 |

- 所在地： 上閉伊郡大槌町大槌（東方高地）[1]
- 放送区域： 釜石市及び大槌町の各一部[2]
- 2008年7月24日に予備免許が交付され[6]、8月12日ごろに試験電波を発射[2][1]。11月6日に本免許が交付され[7][3][4]、11月10日に本放送を開始した[3][4][5]。

### アナログテレビ放送
| チャンネル 番号 | 放送局名               | 空中線 電力       | ERP                 | 偏波面   | 放送対象地域 | 放送区域 内世帯数 | 運用開始日      |
| --------------- | ---------------------- | ----------------- | ------------------- | -------- | ------------ | ----------------- | --------------- |
| 4               | NHK 盛岡総合           | 映像3W/ 音声750mW | 映像3.8W/ 音声940mW | 水平偏波 | 岩手県       | 4689世帯          | 1965年 8月30日  |
| 6               | IBC 岩手放送           | 映像3W/ 音声750mW | 映像4W/ 音声990mW   | 水平偏波 | 岩手県       | 4180世帯          | 1965年 10月28日 |
| 8               | NHK 盛岡教育           | 映像3W/ 音声750mW | 映像3.7W/ 音声920mW | 水平偏波 | 全国         | 4689世帯          | 1965年 8月30日  |
| 33              | TVI テレビ岩手         | 映像10W/ 音声2.5W | 映像48W/ 音声12W    | 水平偏波 | 岩手県       | 5850世帯          | 1974年 6月28日  |
| 35              | mit 岩手めんこいテレビ | 映像10W/ 音声2.5W | 映像48W/ 音声12W    | 水平偏波 | 岩手県       | 5850世帯          | 1991年 12月19日 |
| 37              | IAT 岩手朝日テレビ     | 映像10W/ 音声2.5W | 映像48W/ 音声12W    | 水平偏波 | 岩手県       | 5807世帯          | 1998年 12月24日 |

- 所在地： デジタルテレビ放送に同じ
- 2011年7月24日をもってすべて廃止される予定だったが、3月11日に発生した東日本大震災の影響で、廃止が2012年3月31日まで延期された。

### FMラジオ放送
| 周波数 （MHz） | 放送局名         | 空中線 電力 | 実効輻射電力 | 放送対象地域 | 放送区域 内世帯数 | 運用開始日      |
| -------------- | ---------------- | ----------- | ------------ | ------------ | ----------------- | --------------- |
| 78.4           | FMI エフエム岩手 | 20W         | 100W         | 岩手県       | 5,768世帯         | 2016年 12月23日 |
| 80.5           | IBC IBC岩手放送  | 20W         | 100W         | 岩手県       | 5,768世帯         | 2016年 12月23日 |
| 83.6           | NHK 盛岡FM       | 10W         | 16W          | 岩手県       | 4683世帯          | 1970年 2月6日   |

- 所在地： デジタルテレビ放送に同じ[要出典]
- IBC岩手放送とエフエム岩手は大槌町の高台移転地区のラジオ難聴を解消のため、2016年10月6日に総務省東北総合通信局より予備免許が交付され[15]12月22日に本免許が交付、12月23日に運用開始した[16][11][17]。IBC岩手放送とエフエム岩手の中継局は大槌町が総務省の「平成27年度復興街づくりICT基盤整備事業（地上ラジオ放送受信環境整備事業）」の補助金交付を受け公設民営型で運用する予定である[15]。
- NHK-FMは2019年11月19日早朝に増力[18]。それまでは空中線電力1W・実効輻射電力1.55Wで送信していた[19]。

## 大槌桜木テレビ中継局

### デジタルテレビ放送
| リモコン 番号 | 放送局名               | チャンネル 番号 | 空中線 電力 | ERP  | 偏波面   | 放送対象地域 | 放送区域 内世帯数 | 運用開始日     |
| ------------- | ---------------------- | --------------- | ----------- | ---- | -------- | ------------ | ----------------- | -------------- |
| 1             | NHK 盛岡総合           | 39              | 10mW        | 59mW | 水平偏波 | 岩手県       | 約900世帯         | 2010年 2月19日 |
| 2             | NHK 盛岡教育           | 40              | 10mW        | 59mW | 水平偏波 | 全国         | 約900世帯         | 2010年 2月19日 |
| 4             | TVI テレビ岩手         | 42              | 10mW        | 59mW | 水平偏波 | 岩手県       | 約900世帯         | 2010年 2月19日 |
| 5             | IAT 岩手朝日テレビ     | 44              | 10mW        | 59mW | 水平偏波 | 岩手県       | 約900世帯         | 2010年 2月19日 |
| 6             | IBC 岩手放送           | 41              | 10mW        | 59mW | 水平偏波 | 岩手県       | 約900世帯         | 2010年 2月19日 |
| 8             | mit 岩手めんこいテレビ | 43              | 10mW        | 59mW | 水平偏波 | 岩手県       | 約900世帯         | 2010年 2月19日 |

- 所在地： 上閉伊郡大槌町小槌
- 放送区域： 大槌町の一部
- 2009年11月25日に予備免許交付[21]、2010年2月17日に本免許が交付され[4]、2月19日に本放送を開始した[4]。当初は3月下旬の本放送開始予定だった[20]。

### アナログテレビ放送
| チャンネル 番号 | 放送局名               | 空中線 電力         | ERP                  | 偏波面   | 放送対象地域 | 放送区域 内世帯数 | 運用開始日      |
| --------------- | ---------------------- | ------------------- | -------------------- | -------- | ------------ | ----------------- | --------------- |
| 51              | IAT 岩手朝日テレビ     | 映像100mW/ 音声25mW | 映像500mW/ 音声125mW | 水平偏波 | 岩手県       | 560世帯           | 1999年 11月26日 |
| 53              | mit 岩手めんこいテレビ | 映像100mW/ 音声25mW | 映像500mW/ 音声125mW | 水平偏波 | 岩手県       | 560世帯           | 1992年 11月26日 |
| 55              | IBC 岩手放送           | 映像100mW/ 音声25mW | 映像500mW/ 音声125mW | 水平偏波 | 岩手県       | 560世帯           | 1983年 7月20日  |
| 57              | TVI テレビ岩手         | 映像100mW/ 音声25mW | 映像500mW/ 音声125mW | 水平偏波 | 岩手県       | 560世帯           | 1983年 7月20日  |
| 59              | NHK 盛岡総合           | 映像100mW/ 音声25mW | 映像500mW/ 音声125mW | 水平偏波 | 岩手県       | 562世帯           | 1983年 7月20日  |
| 61              | NHK 盛岡教育           | 映像100mW/ 音声25mW | 映像500mW/ 音声125mW | 水平偏波 | 全国         | 562世帯           | 1983年 7月20日  |

- 所在地： デジタルテレビ放送に同じ
- 2011年7月24日をもってすべて廃止される予定だったが、3月11日に発生した東日本大震災の影響により、廃止が2012年3月31日まで延期された。